# Nybro köping
Denna artikel handlar om den tidigare kommunen Nybro köping. För orten se Nybro, för dagens kommun, se Nybro kommun.
Nybro köping var en kommun (köping) i Kalmar län.

## Administrativ historik
Nybro bildade enligt beslut den 3 februari 1865 en municipalköping i Madesjö landskommun och socken. Den 1 januari 1880, enligt beslut den 25 april 1879, bröts Nybro köping ut ur Madesjö landskommun för att bilda en egen kommun. Nybro köping ombildades den 1 januari 1932 till Nybro stad.

### Kyrklig tillhörighet
I kyrkligt hänseende tillhörde köpingen Madesjö församling.

## Köpingsvapen
Nybro köping förde inte något vapen.